# Marcel Rapp
Marcel Rapp (Pforzheim, Alemania, 16 de abril de 1979) es un exjugador y entrenador de fútbol alemán. Actualmente dirige al Holstein Kiel.

## Carrera como jugador
Antes de su etapa como futbolista profesional, Rapp jugó en las categorías inferiores del Karlsruher SC, en el VfR Pforzheim y en el club de su ciudad natal, el 1. FC Ersingen. En total, disputó ocho partidos en la 2. Bundesliga con el KSC y en 2000 llegó otra aparición en la segunda división con el Rot-Weiß Oberhausen. En los años siguientes jugó, entre otras cosas, para el Carl Zeiss Jena y SC Pfullendorf en la Regionalliga Süd. Allí, presenció un total de 242 apariciones y marcó catorce goles.
En la temporada 2007-08 jugó para el Stuttgarter Kickers y se clasificó con el equipo para la recién fundada 3. Liga. Fue el capitán del equipo desde el verano de 2009, pero dejó el club al final de la temporada 2010-11 y la temporada siguiente fichó por el FC Nöttingen en la Oberliga Baden-Wurtemberg.

## Carrera como entrenador
Rapp comenzó su carrera como entrenador como asistente técnico en el FC Nöttingen durante la temporada 2012-13.En enero de 2013, se convirtió en entrenador asistente del equipo sub-17 del 1899 Hoffenheim con Jens Rasiejewski. En la temporada 2013-14, asumió el cargo de entrenador del equipo sub-16 y lo entrenó durante dos temporadas. En la temporada 2015-16, se convirtió en entrenador del equipo sub-17.En marzo de 2017, fue designado al cargo del equipo sub-19y terminaría la temporada 2017-18 como campeón de la temporada A-Junior Bundesliga Sur/Suroeste, pero fracasó con el equipo en las semifinales del campeonato alemán contra el Schalke 04.
El 9 de junio de 2020, Rapp se hizo cargo del primer equipo del 1899 Hoffenheim en reemplazo de Alfred Schreuder.Bajo su cargo, el club ganó 3 de los últimos 4 partidos en la Bundesliga y terminó la temporada en la 6.ª posición, lo que le permitió clasificarse directamente para la UEFA Europa League.
A principios de octubre de 2021, Rapp fue oficializado como entrenador del Holstein Kiel de la 2. Bundesliga.Luego de una serie de temporadas entre los mejores diez equipos de la categoría, el club logró el ascenso a la Bundesliga por primera vez en su historia después de empatar ante el Fortuna Düsseldorf en mayo de 2024. Sin embargo, un año más tarde, el equipo descendería a la segunda división tras perder ante el Friburgo en la penúltima jornada de la temporada.

## Clubes

### Como jugador
| Club                | País     | Año       |
| ------------------- | -------- | --------- |
| Karlsruher SC II    | Alemania | 1997-2000 |
| Karlsruher SC       | Alemania | 1999-2000 |
| Rot-Weiß Oberhausen | Alemania | 2000      |
| Carl Zeiss Jena     | Alemania | 2000-2001 |
| Karlsruher SC       | Alemania | 2001-2002 |
| SC Pfullendorf      | Alemania | 2002-2007 |
| Stuttgarter Kickers | Alemania | 2007-2011 |
| FC Nöttingen        | Alemania | 2011-2012 |

### Como entrenador
| Club                       | País     | Año           |
| -------------------------- | -------- | ------------- |
| 1899 Hoffenheim (interino) | Alemania | 2020          |
| Holstein Kiel              | Alemania | 2021-presente |